# پایگاه هوایی آب‌نشین میامی
پایگاه هوایی آب‌نشین میامی (به انگلیسی: Miami Seaplane Base) یک فرودگاه همگانی بهره‌برداری هوایی با کد یاتا MPB است که یک باند فرود آب دارد و طول باند آن ۴۵۷۲ متر است. این فرودگاه در شهر میامی کشور ایالات متحده آمریکا قرار دارد و در ارتفاع ۰ متری از سطح دریا واقع شده‌است.